# گراند کامبن
گراند کامبن (به لاتین: Grand Combin) یک توده‌کوه در سوئیس است که در کانتون وله واقع شده‌است. گراند کامبن ۴٬۳۱۴ متر بالاتر از سطح دریا واقع شده‌است.